# Prónay Gábor (főispán)
Báró tótprónai és blatnicai Prónay Gábor (Acsa, 1749. szeptember 22. – ?, 1811. szeptember 29.) pomológus, Bars és Gömör vármegye főispánja, titkos tanácsos.

## Élete
1749. szeptember 22-én született Acsán, Prónay Gábor (1695–1758) és felesége, Roth Éva (?–1791) fiaként; keresztapja Podmaniczky János volt.
1766-ban beutazta Észak-Itáliát, majd egy ideig a hadsereg tagja volt. 1770-ben testvérével, Prónay Lászlóval együtt Mária Terézia bárói rangra emelte. Később – folytatva a családi hagyományokat – az evangélikus egyház ügyei felé fordult, így esperességi felügyelővé is megválasztották.
II. József alatt a pozsonyi iskolakerület felügyelője lett, majd 1787-től előbb Bars, majd 1789-től Gömör vármegye főispánja. Később felügyelői tisztségéből felmentették, de gömöri főispán maradt egészen 1810-ig. 1810-től haláláig, ami nem volt sok idő, Magyarország főtanfelügyelője volt. Nagy gonddal kezelte a szőlőművelés problémáit is. Leszármazottai hatalmas könyvtárat köszönhetnek neki.

## Családja
Két híressé vált Prónay tartozik szűkebb családtagjai közé: bátyja, Prónay László (1735–1808) és unokája, Prónay Gábor (1812–1875).